# Stanisław Karol Łużecki
Stanisław Karol Łużecki herbu Lubicz (zm. 1686) – rotmistrz pancerny, regimentarz, kasztelan podlaski, wojewoda podolski, senator, starosta szmeltyński, pułkownik Jego Królewskiej Mości w 1674 roku.

## Życiorys
Urodził się w osiadłej na Podlasiu polskiej rodzinie szlacheckiej Łużeckich herbu Lubicz, która wzięła nazwisko od rodowego majątku ziemskiego Łużki w ziemi drohickiej. Był synem Wojciecha i Maryny z Oborskich.
Posiadał majątki ziemskie Rogów i Łużki oraz klucz sokołowski. Od 1659 był tenutariuszem niegrodowego starostwa szmeltyńskiego w Inflantach, w 1660 został mianowany podkomorzym drohickim. Poseł na sejm 1662 roku z ziemi drohickiej. Z zamiłowania żołnierz, prawdopodobnie wziął udział w walkach ze Szwedami w czasie Potopu. W 1660 został rotmistrzem, otrzymał list przypowiedni na organizację chorągwi pancernej.
Na czele tej formacji walczył z wojskami rosyjskimi na Polesiu i Litwie, był uczestnikiem bitwy pod Połonką, w bitwie nad rzeką Basią, 8 października 1660, dowodził kilkoma chorągwiami jazdy.
Poseł sejmiku drohickiego na sejm 1664/1665 roku i sejm nadzwyczajny 1668 roku, poseł sejmiku kamienieckiego na sejm 1667 roku.
W czasie rokoszu Lubomirskiego, pozostał wierny królowi Janowi Kazimierzowi, 4 września 1665 w bratobójczej bitwie pod Częstochową był dowódcą 12 chorągwi królewskich. Jego jazda zmusiła do ucieczki z pola walki pułk rokoszan, jednak w dalszej fazie bitwy został pokonany i wzięty do niewoli.
W lipcu 1667 z rozkazu hetmana Jana Sobieskiego poprowadził główną część wojsk koronnych do walki z czambułami tatarskimi. Poseł na sejm konwokacyjny 1668 roku z ziemi drohickiej. Był członkiem konfederacji generalnej zawiązanej 5 listopada 1668 roku na tym sejmie. Był elektorem Michała Korybuta Wiśniowieckiego z ziemi drohickiej w 1669 roku. Należał do bliskich współpracowników hetmana polnego Dymitra Wiśniowieckiego, dzięki protekcji hetmana otrzymał w 1670 urząd kasztelana podlaskiego. W 1671 wziął udział w wyprawie Sobieskiego na Ukrainę przeciw wojskom koalicji kozacko-tatarskiej, walczył w bitwach pod Bracławiem i Kalnikiem. 20 października 1671 przekazał współpracującemu z Rzecząpospolitą Michałowi Chanence insygnia hetmana zaporoskiego. W 1672 został mianowany regimentarzem, zdołał wtedy opanować bunty w wojsku koronnym na Ukrainie, podjął walkę z oddziałami kozackimi, tocząc bitwy w rejonie Niemirowa, Czetwertynówki i Ładyżyna. Rozbijając 13 sierpnia 1672, w starciu pod Szemrajówką kozacki pułk białocerkiewny, uwolnił Białą Cerkiew z oblężenia. We wrześniu dotarł do miejsca koncentracji głównych wojsk koronnych pod Telatynem. W wyprawie Sobieskiego na czambuły tatarskie Łużecki osobiście jednak nie uczestniczył.
W listopadzie 1673 walczył z wojskami osmańskimi w bitwie pod Chocimiem, następnie blokował załogę turecką w Kamieńcu Podolskim, dowodził wówczas oddziałem wydzielonym z wojsk wojewody bracławskiego Jana Potockiego. W 1674 roku był elektorem Jana III Sobieskiego z województwa podlaskiego, podpisał jego pacta conventa. W 1674 odbył kampanię wojenną na Ukrainie, w 1676 walczył z Turkami pod Żurawnem.
W 1683 nie wziął udziału w kampanii wiedeńskiej, pozostał na terenach Rzeczypospolitej, wpierw osłaniał miejsce koncentracji (pod Krakowem) wojsk koronnych, potem trasę przemarszu wojsk litewskich, z którymi wkroczył na Węgry.
W grudniu 1683 Jan III Sobieski mianował go wojewodą podolskim. W 1686 wziął udział w wyprawie do Mołdawii, w sierpniu odbierał w imieniu króla przysięgę wierności od bojarów mołdawskich, zginął 18 września 1686 w starciu z Tatarami.

## Rodzina
Stanisław Łużecki był dwukrotnie żonaty. Z pierwszą żoną Katarzyną z Humieckich miał czworo dzieci:
- Antoni Abdon – pokojowy królewski, starosta bielski.
- Jan – generał-major piechoty królewskiej, starosta kolewicki.
- Stanisław
- Rozalia – żona wojewody smoleńskiego Krzysztofa Jesmana[9].

Drugą żoną Łużeckiego była Anna z Kopciów, nie miał z nią potomstwa.